# Эсяново (Усолинское сельское поселение)
Эсяново (горномар. Эсӓн) — деревня в Горномарийском районе Республики Марий Эл. Входит в состав Усолинского сельского поселения.

## География
Находится в юго-западной части республики Марий Эл на расстоянии приблизительно 10 км на юг от районного центра города Козьмодемьянск.

## История
Впервые упоминается в 1785 году (тогда деревня Горная Кушерга или Есянова). В 1795 году был отмечен как выселок «Исенев» (28 дворов) из деревни Горная Кушерга. В 1859 году в деревне Горна Кушерга (Эсяново) «при Эсяновом истоке» было 57 дворов (232 жителя). В 1897 году в околодке Эсяново числилось 77 дворов с населением в 316 чел. В 1921 году в Эсяново-Лидвуй числилось 63 двора с населением в 242 человека. В 2001 году в Эсяново насчитывался 81 двор, в том числе 11 пустующих. В советское время работали колхозы «Смычка» и «Красное Сормово».

## Население
Население составляло 209 человек (горные мари 98 %) в 2002 году, 197 в 2010.

## Известные уроженцы
Иванов Геннадий Игнатьевич (1916—1994) — марийский советский организатор сельского хозяйства. Председатель колхоза имени В. И. Ленина д. Эсяново Горномарийского района Марийской АССР (1957—1976). Кавалер ордена Октябрьской Революции (1971). Участник Великой Отечественной войны. Член ВКП(б) с 1943 года.